# Агрофенино (Нижегородская область)
Агрофе́нино — деревня в Воротынском районе Нижегородской области. Входит в состав Семьянского сельсовета.

## География
Деревня находится в восточной части Нижегородской области, на расстоянии 24 км к юго-востоку от посёлка городского типа Воротынец, административного центра района.

### Часовой пояс
Деревня Агрофенино, как и вся Нижегородская область, находится в часовой зоне МСК (московское время). Смещение применяемого времени относительно UTC составляет +3:00.

## Население
| 2002 | 2010 |
| ---- | ---- |
| 22   | ↘0   |